# Cristian-Traian Ionescu
Cristian-Traian Ionescu (n. 27 aprilie 1943, București - d. 21 octombrie 2005) a fost un deputat român în legislatura 1992-1996, ales în județul Tulcea pe listele PDSR. Cristian-Traian Ionescu a demisionat pe data de 11 mai 1993 și a fost înlocuit de deputatul Dan Verbina.  